# Шалашниковые
Шалашниковые, или бесе́дковые пти́цы, или беседковые, или птицы-шалашники, или шалашники (лат. Ptilonorhynchidae), — семейство птиц из отряда воробьинообразных (Passeriformes).

## Описание
Длина 23—35 см. 8 родов и 17 видов, обитают в Австралии, Новой Гвинее и на прилежащих островах. Близкие родственники, и, вероятно, потомки райских птиц (Paradisaeidae).
Большинство видов — полигамы. Самцы наряднее самок, многие имеют украшающие перья, например хохлы. Это лесные птицы, обладающие сильным полётом, на землю спускаются только во время тока. Токующие самцы сооружают на земле в начале периода размножения своеобразные шалаши из веток и украшают площадку вокруг них различными цветными предметами: цветами, ракушками, блестящими на солнце. Чем красивее получится, тем больше шансов у самца добиться самки. Никакого отношения к гнёздам эти шалаши не имеют — это место только для спаривания. Гнёзда же устраиваются на деревьях, в них бывает 1—3 яйца, которые насиживает обычно самка.
Эволюционный психолог Джеффри Миллер сравнил их шалаши с хвостом павлина и человеческой демонстрацией ума в книге "Соблазняющий разум" и предположил какое интервью мог бы дать самец журналу "Артфорум".

## Классификация
В семействе шалашниковых птиц выделяют 8 родов с 28 видами:
- Ailuroedus — Птицы-кошки
  - Ailuroedus arfakianus
  - Ailuroedus astigmaticus
  - Ailuroedus buccoides — Белозобая птица-кошка
  - Ailuroedus crassirostris — Зелёная птица-кошка
  - Ailuroedus geislerorum
  - Ailuroedus jobiensis
  - Ailuroedus maculosus
  - Ailuroedus melanocephalus
  - Ailuroedus melanotis
  - Ailuroedus stonii
- Amblyornis — Садовники
  - Amblyornis flavifrons — Желтолобый садовник
  - Amblyornis germanus
  - Amblyornis inornata — Бурый садовник
  - Amblyornis macgregoriae — Золотохохлый садовник
  - Amblyornis subalaris — Оранжевохохлый садовник
- Archboldia — Арчбольдии
  - Archboldia papuensis — Арчбольдия
- Chlamydera — Беседковые птицы
  - Chlamydera cerviniventris — Сероголовая беседковая птица
  - Chlamydera guttata — Западный шалашник[1]
  - Chlamydera lauterbachi — Желтогрудая беседковая птица
  - Chlamydera maculata — Пятнистая беседковая птица
  - Chlamydera nuchalis — Большая беседковая птица
- Prionodura — Золотые прионодуры
  - Prionodura newtoniana — Золотая прионодура
- Ptilonorhynchus — Атласные шалашники
  - Ptilonorhynchus violaceus — Атласный шалашник
- Scenopoeetes — Пёстрые кошачьи птицы
  - Scenopoeetes dentirostris — Пёстрая кошачья птица
- Sericulus — Золотые шалашники
  - Sericulus ardens
  - Sericulus aureus — Чернолицый золотой шалашник
  - Sericulus bakeri — Красношапочный золотой шалашник
  - Sericulus chrysocephalus — Австралийский золотой шалашник

## Интересные факты
Когда европейцы впервые увидели шалашики, сооружённые этими птицами, они не могли даже подумать, что эти сооружения возведены невзрачными птицами, суетящимися поблизости. Предполагалось разное. Капитан Стокс, одним из первых исследовавший внутренние области Австралии, считал, что эти шалаши строят для развлечения своих детей туземные женщины. А тогдашний губернатор сэр Джордж Грэй был автором «гипотезы», что шалаш — дело рук кенгуру, видимо, полагая, что это странное животное на всё способно.